# Klaus Ullmann

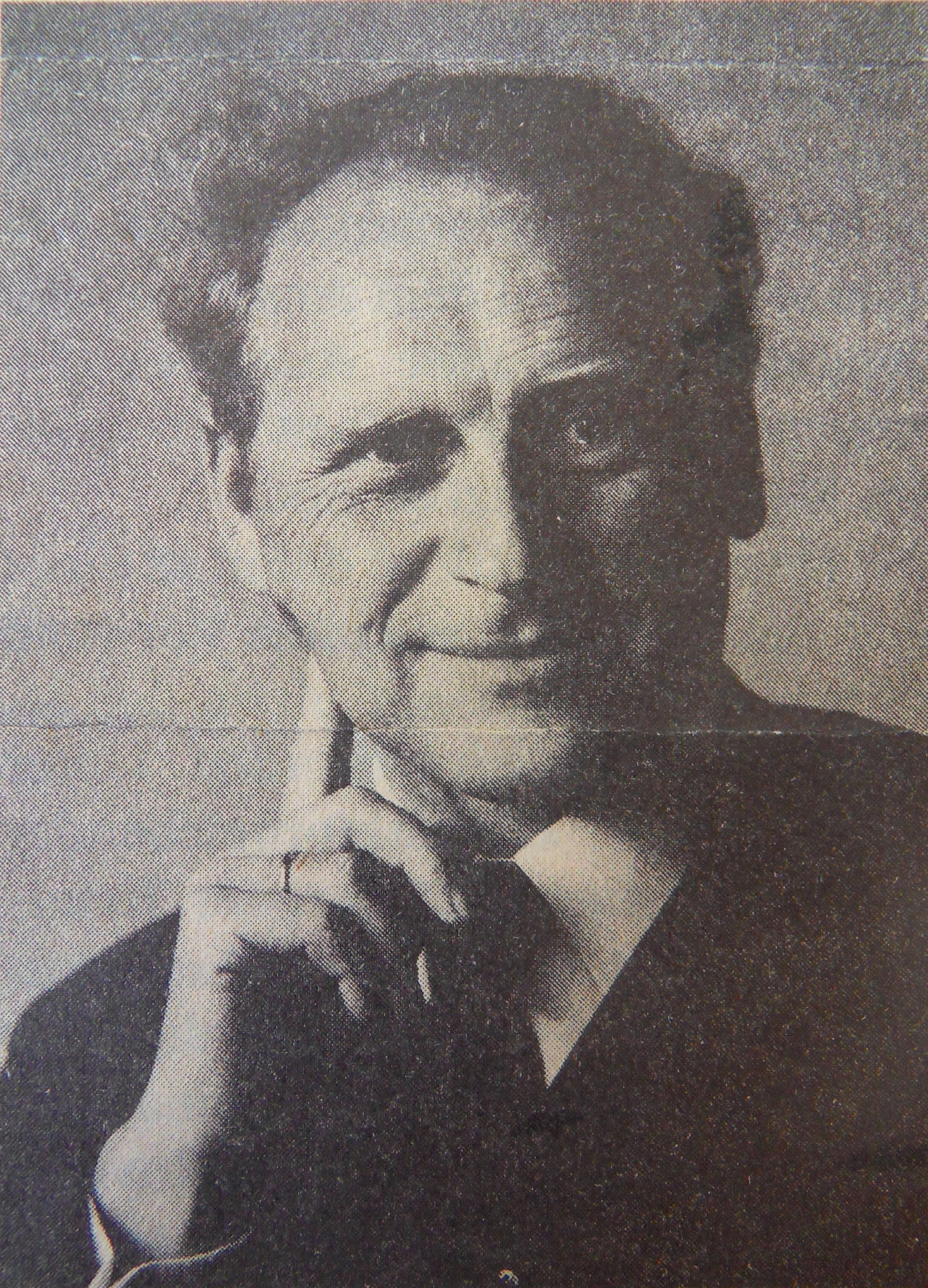
Klaus Ullmann

Klaus Ullmann (* 7. April 1925 in  Gleiwitz, Provinz Oberschlesien; † 12. Oktober 1997 in Jelenia Góra) war ein deutscher Ministerialbeamter, Bankvorstand und Kulturhistoriker.

## Leben
Der Sohn eines Richters wuchs in Breslau auf und bestand dort am Elisabet-Gymnasium 1943 das Abitur. Sofort zum Heer eingezogen, war er in einer bespannten Artillerie-Abteilung zuletzt als Leutnant auf der Balkanhalbinsel eingesetzt. Er geriet bei der bedingungslosen Kapitulation der Wehrmacht in sowjetische Kriegsgefangenschaft, konnte aber Ende 1945 in den Westen entfliehen.
Er studierte ab 1946 Rechtswissenschaft an der Friedrich-Alexander-Universität Erlangen und schlug sich als Werkstudent durch. Er bestand 1949 das Erste Staatsexamen und erwarb 1951 mit einer damals brisanten Doktorarbeit bei  Hans Helfritz den Dr. iur. Während des Studiums und der Promotionszeit war er im Corps Misnia IV als Consenior und anschließend im Corps Lusatia Leipzig zu Erlangen zweimal als Senior aktiv. Nach der Referendarzeit in Erlangen und Nürnberg legte er 1952 in München die Zweite Staatsprüfung ab.
Zwei Jahre arbeitete er beim Zoll, zeitweise im uniformierten Grenzdienst. Von 1954 bis 1969 war er im Bundesfinanzministerium, zuletzt als Ministerialrat. Als Referent für Schuldenwesen und Kreditfragen entwarf er neue Finanzierungsmöglichkeiten für den  Bund; dabei fiel er durch „Phantasie und Einfallsreichtum“ auf. So gilt er als „Erfinder“ des Bundesschatzbriefs. Er bereitete die Ausgabe der Olympia-Münzen vor, die zur Finanzierung der Olympischen Sommerspiele 1972 wesentlich beitrugen. Inzwischen in das Bankwesen übergewechselt, saß er von 1969 bis 1973 im Vorstand der DSL Bank und von 1973 bis 1987 im Vorstand der Hypothekenbank Frankfurt. Er veröffentlichte finanzwissenschaftliche Aufsätze und nahm auch kritisch zur Schuldenpolitik des Bundes Stellung.

## Schlesien
Nebenberuflich widmete er sich der Geschichte und Kultur Schlesiens. Sein Schlesien-Lexikon erschien in sechs Auflagen. Von 1983 bis 1993 hatte er als Präsident des Vereins Haus Schlesien wesentlichen Anteil am Aufbau dieses Kultur- und Bildungszentrums in Heisterbacherrott. Die Bundeszentrale für politische Bildung würdigte seinen Einsatz für die Erhaltung der schlesischen Kultur und charakterisierte ihn als „Rübezahls amtierenden Geschäftsführer in der Bundesrepublik“. Seit 1993 widmete er sich in Schlesien selbst dem von ihm neu gegründeten Verein zur Pflege schlesischer Kunst und Kultur mit dem deutsch-polnischen Begegnungszentrum im Schloss Lomnitz. Im nahen Hirschberg (Jelena Gora), erlag er einem Herzinfarkt. Beigesetzt wurde er in Bonn. Sein Porträt hängt im Schloss Lomnitz.

## Veröffentlichungen
- Schlesien-Lexikon – für alle die Schlesien lieben. Adam Kraft Verlag, Mannheim 1979, ISBN 3-8083-1161-4.
- Riesengebirge in Farbe – Wandern in Rübezahls Reich. Bildband mit 72 Grafiken. Adam Kraft Verlag, Mannheim 1982, ISBN 3-8083-1077-4.